# Hörenzhausen
Hörenzhausen ist ein Kirchdorf in der Gemeinde Fahrenzhausen im oberbayerischen Landkreis Freising in Bayern.

## Geographie
Der Ort liegt nahe der Tankstelle Fürholzen der Autobahn 9.

## Geschichte
Hörenzhausen wird erstmals erwähnt im Jahr 820, als der Priester Heripald sein Eigentum zu Herineshusir dem Freisinger Dom schenkte. Im 11. und 12. Jahrhundert lebte hier ein Ministerialengeschlecht, das in den Diensten der Bischöfe von Freising stand. Bis 1803 gehörte der Ort dann zur Herrschaft Massenhausen des Hochstifts Freising. Im Zuge der Gemeindebildung im Königreich Bayern nach dem Zweiten Gemeindeedikt kam der Ort 1818 zur Landgemeinde Günzenhausen. Der Ort wurde am 1. Januar 1978 nach Fahrenzhausen umgegliedert.

## Sehenswürdigkeiten
Das Ortsbild wird geprägt von der spätromanischen Filialkirche Hl. Johannes der Täufer aus dem 14. Jahrhundert. Sie wurde in der Gotik und in der Barockzeit umgebaut. Sie gehört zur Pfarrei Haimhausen.